# Блоге-Шляхецьке
Блоге-Шляхецьке (пол. Błogie Szlacheckie) — село в Польщі, у гміні Мнішкув Опочинського повіту Лодзинського воєводства.
Населення — 208 осіб (2011).
У 1975-1998 роках село належало до Пйотрковського воєводства.

## Демографія
Демографічна структура станом на 31 березня 2011 року:
|          | Загалом | Допрацездатний вік | Працездатний вік | Постпрацездатний вік |
| -------- | ------- | ------------------ | ---------------- | -------------------- |
| Чоловіки | 100     | 21                 | 67               | 12                   |
| Жінки    | 108     | 26                 | 54               | 28                   |
| Разом    | 208     | 47                 | 121              | 40                   |